# Carrisa Lookout Complex
Le Carrisa Lookout Complex est un ensemble architectural américain comprenant une tour de guet du comté d'Otero, au Nouveau-Mexique. Protégé au sein de la forêt nationale de Lincoln, cet ensemble est inscrit au Registre national des lieux historiques depuis le 28 janvier 1988.